# Disenochus sulcipennis
Disenochus sulcipennis är en skalbaggsart som beskrevs av Sharp 1903. Disenochus sulcipennis ingår i släktet Disenochus och familjen jordlöpare. Inga underarter finns listade i Catalogue of Life.